# Specs and the City
«Specs and the City» (укр. «Окуляри і місто») — одинадцята серія двадцять п'ятого сезону мультсеріалу «Сімпсони», прем'єра якої відбулась 26 січня 2014 року у США на телеканалі «Fox».

## Сюжет
Містер Бернс роздає різдвяні подарунки своїм працівникам. Працівники АЕС розгортають подарунки, і знаходять у них сучасні високотехнологічні окуляри «Oogle Goggles». Смізерс стурбований несподіваною добротою шефа, але Бернс зізнається, що за допомогою окулярів він може шпигувати за своїми працівниками.
Дія переходить до лютого наступного року. Мардж заохочує Барта та Лісу долучитися до святкування Дня Святого Валентина і зробити листівки для всіх у класі. Барт не хоче дарувати валентинку Нельсону, бо той ― хуліган, якого він не любить. Барт вибирає для Нельсона неякісну валентинку зі старої коробки.
Під час інтиму Гомера і Мардж перший не може зняти окуляри, бо надто захопився ними. Це спонукає Мардж піти спати окремо. Вранці, коли Мардж у гніві готує млинці, Гомер вирішує відмовитися від окулярів. Він кладе їх на тацю, що обертається. Вибір зупиняється на Меґґі. Однак Мардж захоплює окуляри і одягає їх сама.
У Спрінґфілдській початковій школі низка дітей чекає, щоб подарувати Нельсону валентинку. Коли черга доходить до Барта, він каже, що йому набридло, і він не буде дарувати Нельсону ніяку валентинку. Нельсон дає Барту тиждень, щоб подарувати найкращу валентинку або ж він вб'є Барта.
Тим часом Гомер з'являється на роботі без окулярів, але незабаром усвідомлює, що не може жити в реальності без них. Гомер шукає ще одні окуляри в кабінеті містера Бернса, однак виявляє порожню кімнату, де бачить спостереження за всіма працівниками. Гомер також бачить, як Мардж носить окуляри та годує захованим морозивом Меґґі, хоча Гомеру Мардж сказала, що морозива немає. Гомер продовжує спостерігати, як Мардж виконує свої повсякденні доручення, включно з відвідуванням психотерапевта, де вона детально розповідає про обурювальну поведінку, яку Гомер демонструє щодня… За порадою Мо, Гомер призначає фальшивий прийом у терапевта одразу після Мардж, щоб «випадково наштовхнутися» на неї і дізнатись правду.
У школі Барт дарує Нельсону листівку «Я тебе боюся», тому що це справжні відчуття до Нельсона і до Дня Святого Валентина загалом. У листівці Барт відверто називає Нельсона «довбонутим гопником»… Нельсон зворушений чесністю Барта і обнімає його.
Тим часом чекаючи на свій сеанс Гомер чує, як Мардж говорить, що терапія ― це її «кнопка скидання». Він пригадує, що Мардж завжди нещасна по вівторках, і абсолютно щаслива та жвава по середах, після сеансів. Пізніше Гомер каже Мардж, що вона заслуговує на секрети, і вони, врешті решт, займаються коханням на жах містера Бернса, який все ще спостерігає через окуляри…

## Виробництво
Спочатку серія повинна називатися «I Only Have My Eyes for You» (укр. «Я дивлюсь лише на тебе»), а «Oogle Goggles» мали називатись «MyEyes».
Сцена на дивані заснована на заставці британського «Channel 4», що відображалась перед виходом «Сімпсонів» у 2007―2015 роках. Сценаристи додали жарт навколо Супербоулу XLVIII, який транслювався найближче до дати виходу цієї серії.

## Ставлення критиків і глядачів
Під час прем'єри серію переглянули 3,87 млн осіб з рейтингом 2.2, що зробило її другим найпопулярнішим шоу на каналі «Fox» тієї ночі, після «Сім'янина».
Денніс Перкінс з «The A.V. Club» дав серії оцінку C, сказавши, що «справа не в тому, що це ― погана серія „Сімпсонів“ чи навіть поганий телевізійний епізод», а те, що «він настільки невигадливий, що здається побудованим відповідно до шаблонних вказівок».
Згідно з голосуванням на сайті The NoHomers Club більшість фанатів оцінили серію на 3/5 із середньою оцінкою 2,91/5.